# Bridgewater Associates
Bridgewater Associates — американская инвестиционная компания, основанная бизнесменом-миллиардером Реем Далио в 1975 году. Фирма обслуживает институциональных клиентов, включая пенсионные фонды, некоммерческие организации, фонды, правительства и центральные банки разных стран.
Численность персонала компании составляет 1500 человек. По состоянию на 2020 год Bridgewater являлся одним из десяти крупнейших хедж-фондов, под управлением которого находятся активы в 160 млрд долларов.
В 1981 году Bridgewater Associates переместил свою штаб-квартиру из Нью-Йорка в Уэстпорт, штат Коннектикут.

Генеральный директор компании — Дэвид Х. Маккормик.

## Бизнес-модель
Стиль управления, используемый Bridgewater Associates, так называемый глобальный макрос, основан на экономических тенденциях, таких как инфляция, обменные курсы и валовой внутренний продукт. Компания начала свою деятельность в качестве инвестиционного консультанта и впоследствии стала компанией, занимающейся институциональными инвестициями.

### Корпоративная культура
В 2005 году, после быстрого роста компании, Рэй Далио написал книгу «Принципы». В 2017 году он опубликовал новую версию под названием «Принципы: жизнь и работа», которая стала бестселлером New York Times. Она является отчасти книгой по саморазвитию, отчасти руководством по менеджменту.
Компания признает, что сотрудники «часто сталкиваются с культурным шоком», когда начинают там работать, и Далио соглашается: «Это не для всех». Согласно веб-сайту компании, сотрудников поощряют к напористости, а обсуждение разногласий и ошибок считается важной частью корпоративной культуры, поскольку предполагается, что они стимулируют как обучение, так и прогресс. Сотрудники Bridgewater используют также «dot collector» - инструмент, который позволяет в реальном времени оценивать мнения друг друга.